# Колгостров (деревня)
Колго́стров — деревня в составе Куганаволокского сельского поселения Пудожского района Республики Карелия.

## География
Расположена на острове Колгостров в центральной части озера Водлозеро.

## Население
Численность населения в 1905 году составляла 138 человек.
| 2002 | 2010 | 2013 |
| ---- | ---- | ---- |
| 0    | →0   | →0   |

## Культура
Представляет собой комплексный памятник истории.